# Derris polyphylla
Derris polyphylla är en ärtväxtart som beskrevs av Sijfert Hendrik Koorders och Theodoric Valeton. Derris polyphylla ingår i släktet Derris och familjen ärtväxter. Inga underarter finns listade i Catalogue of Life.